# Залізний кулак (фільм, 1995)
Залізний кулак (англ. Fists of Iron) — американський бойовик 1995 року.

## Сюжет
Дейл Харвелл міський силач, завсідник місцевих барів і незмінний учасник кулачних боїв. Але, коли в жорсткій сутичці гине його найкращий друг, Дейв дає клятву помсти за всяку ціну. Він знає, що йому доведеться зустрітися з Віктором Бреггом, бійцем підпільних рингів, де немає правил, де поразка коштує життя, а перемога — великих грошей. Але це не зупинить Дейла, адже честь друга стоїть вище цього.

## У ролях
- Майкл Ворт — Дейл Хартвелл
- Дженілі Харрісон — Джулі Вівер
- Сем Дж. Джонс — Тайлер Грін
- Маршалл Р. Тіг — Пітер Галлахер
- Маттіас Хьюз — Віктор «Руйнівник» Брегг
- Ерік Лі — Деніел Лі
- Ніколас Хілл — Метт Шелдон
- Конні Лланос — Кейт
- Марія Діаз — Мішель
- Бела Лехочкі — менеджер рингу
- Боб Лаветта — Джефф Ленгстон
- Домінік Олівер — Баррі
- Майкл Делано — Маллой
- Чарлі Геніс — Джим
- Ніколас Р. Олесон — М'язо-головий
- Пітер Браун — Макс
- Стефанос Мільцакакіс — велика людина
- Арт Камачо — Вайлет
- Стів Комісар — Вальтер
- Ренделл Широ Айдейші — Хіроші Танака
- Елстон Ріджл — м'язистий друг
- Чак Мартінез — водій
- Едвард Шарплесс — чоловік
- Дженніфер Декоста — дівчина
- Ерік Шифман — молодий Дейл
- Спенсер Гілберт — молодий Метт